# مدار ۴۶ درجه جنوبی

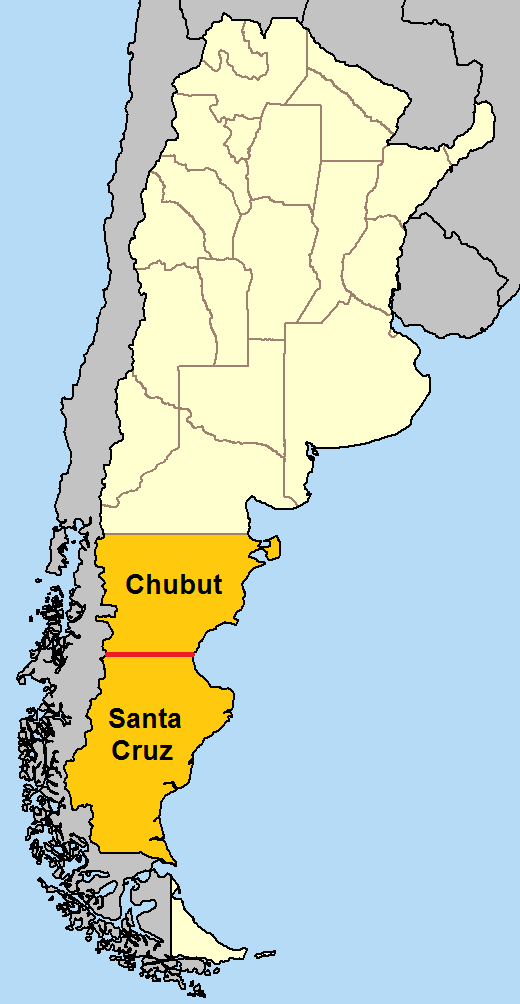
مدار ۴۶ درجه جنوبی (خط قرمز) مرز میان دو استان آرژانتین را تعیین می‌کند

مدار ۴۶ درجه جنوبی، دایره‌ای از عرض جغرافیایی است که در ۴۶ درجهٔ جنوبی خط استوا  قرار دارد.

## گذر از مناطق
از نصف‌النهار مبدأ شروع می‌شود و به سمت مشرق ۴۶ درجه جنوبی از موارد زیر گذر می‌کند:
| مختصات‌ها                                             | کشور، قلمرو یا دریا | توضیحات                                                                                               |
| ---------------------------------------------------- | ------------------- | --- |
| ۴۶°۰′ جنوبی ۰°۰′ شرقی / ۴۶٫۰۰۰°جنوبی ۰٫۰۰۰°شرقی      | اقیانوس اطلس        | |
| ۴۶°۰′ جنوبی ۲۰°۰′ شرقی / ۴۶٫۰۰۰°جنوبی ۲۰٫۰۰۰°شرقی    | اقیانوس هند         | Passing between Île aux Cochons و Îlots des Apôtres در جزایر کروزت, سرزمین‌های جنوبی و جنوبگانی فرانسه |
| ۴۶°۰′ جنوبی ۱۴۷°۰′ شرقی / ۴۶٫۰۰۰°جنوبی ۱۴۷٫۰۰۰°شرقی  | اقیانوس آرام        | دریای تاسمان                                                                                          |
| ۴۶°۰′ جنوبی ۱۶۶°۲۶′ شرقی / ۴۶٫۰۰۰°جنوبی ۱۶۶٫۴۳۳°شرقی | نیوزیلند            | جزیره جنوبی, گذرکردن از جنوب city of دنیدن                                                            |
| ۴۶°۰′ جنوبی ۱۷۰°۱۵′ شرقی / ۴۶٫۰۰۰°جنوبی ۱۷۰٫۲۵۰°شرقی | اقیانوس آرام        | |
| ۴۶°۰′ جنوبی ۷۵°۲′ غربی / ۴۶٫۰۰۰°جنوبی ۷۵٫۰۳۳°غربی    | شیلی                | |
| ۴۶°۰′ جنوبی ۷۱°۳۸′ غربی / ۴۶٫۰۰۰°جنوبی ۷۱٫۶۳۳°غربی   | آرژانتین            | The parallel approximately defines the border between ایالت چوبوت و ایالت سانتا کروز (آرژانتین)       |
| ۴۶°۰′ جنوبی ۶۷°۳۵′ غربی / ۴۶٫۰۰۰°جنوبی ۶۷٫۵۸۳°غربی   | اقیانوس اطلس        | |